# Pseudogarypus synchrotron
Espèce
Pseudogarypus synchrotron est une espèce fossile de pseudoscorpions de la famille des Pseudogarypidae.

## Classification
L'espèce Pseudogarypus synchrotron est décrite par Hans Henderickx in Henderickx, Tafforeau & Soriano en 2012.

### Étymologie
Son nom d'espèce lui a été donné en référence au synchrotron utilisé pour étudier les spécimens dans l'ambre.

### Fossiles
Selon Paleobiology Database en 2023, deux collections de fossiles sont référencées, toutes les deux de l'Éocène de Russie.

## Distribution
Cette espèce a été découverte dans de l'ambre de la mer Baltique. Elle date du Priabonien ou Éocène supérieur.,.

## Description
Le mâle holotype mesure 2,52 mm.

### Publication originale
- (en) Henderickx, Tafforeau & Soriano, 2012 : Phase contrast synchrotron microtomography reveals the morphology of a partially visible new Pseudogarypus in Baltic amber (Pseudoscorpiones:Pseudogarypidae). Palaeontologia Electronica, vol. 15, no 2, p. 1-11 (texte intégral).